# Worldwide Day of Play
Worldwide Day of Play (em português: Dia Mundial do Jogo) é um evento anual destinado a incentivar as crianças e os pais a desligar a televisão e jogar, especialmente no exterior. O evento anual começou oficialmente em todos os canais Nickelodeon nos Estados Unidos: Nickelodeon, Nick GAS (até 2007), Noggin (agora Nick Jr.), o The N (agora TeenNick), e Nicktoons (a partir de 2 de outubro de 2004). Algumas versões estrangeiras de Nick também participaram. O evento foi concebido como um final para uma campanha de seis meses intitulada Let's Just Play. Além disso, Nick.com também teria características especiais para as crianças a aprender como se manter ativa e saudável.